# Крель, Лудольф Христоф Эренфрид
Христоф Лудольф Эренфрид Крель (нем. Christoph Ludolf Ehrenfried Krehl; 29 июня 1825, Майсен, Германский союз — 15 мая 1901, Лейпциг, Королевство Саксония) — немецкий востоковед (арабистика, исламоведение, нумизматика). Отец немецкого патофизиолога Лудольфа Креля.

## Биография
С 1855 года — адъюнкт Историко-филологического отделения Петербургской АН.
C 1861 года — профессор Лейпцигского университета.

## Труды
- «De numis muhammedanis in numopbylacio Regio Dresdensi asservatis commentatio» (Лейпциг, 1858),
- издание части истории испанских арабов Аль-Маккари («Analectes sur l’histoire et la littérature des Arabes d’Espagne» Лейден, 1855),
- издание арабского текста собрания преданий Аль-Бухари («Recueil des traditions musulmanes (mohamétanes) par el-Bokhari», Лейден, 1862—1872),
- турецкий текст и немецкий перевод, с примечаниями, сочинения Омара ибн-Сулеймана: «Erfreuung der Geister» (Лейпциг, 1848).

К арабской и мусульманской религиозной истории относятся сочинения Креля:
- «Über die Religion der vorislamischen Araber» (Лейпциг, 1863),
- «Über die koranische Lehre von der Prädestination» (там же, 1870),
- «Beiträge zur Charakteristik der Lehre vom Glauben im Islam» (там же, 1877),
- «Das Leben und die Lehre des Muhammed» (т. I, там же, 1884).

- Ueber die Sage von der Verbrennung der Alexandrinischen Bibliothek durch die Araber : Estratto dagli Atti del IV Congresso degli Orientalisti. Florenz 1880. 24 S.